# Vista (Missouri)
Pour les articles homonymes, voir Vista.
Vista est un village situé au centre du comté de Saint Clair, dans le Missouri, aux États-Unis,. Il est fondé en 1885 et incorporé en 1952.

## Démographie
Lors du recensement de 2010, le village comptait une population de 54 habitants. Elle est estimée, en 2016, à 52 habitants.

### Source de la traduction
- (en) Cet article est partiellement ou en totalité issu de l’article de Wikipédia en anglais intitulé « Vista, Missouri » (voir la liste des auteurs).